# ダイオーエクスプレス
ダイオーエクスプレス株式会社は、かつて千葉県千葉市中央区に本社を置いていた日本の運送会社。大王製紙グループの企業であり、ダイオーロジスティクスの100%子会社。旧社名はケイジー物流株式会社。

## 概要
主要業務は、大王製紙グループの製品輸送やかつての親会社であった鬼怒川ゴム工業並びに鬼怒川ゴム工業の子会社の製品輸送などであるが、通関業務、保険代理店業なども手掛けている。
鬼怒川ゴム工業は2020年5月27日に、保有しているケイジー物流全株式を同年7月1日付で大王製紙の子会社であるダイオーロジスティクスへ譲渡することを発表。ケイジー物流全株式は、同年7月1日付でダイオーロジスティクスへ譲渡されたと同時に、鬼怒川ゴム工業グループから離脱した。かつては旅行業（近畿日本ツーリスト代理店）も手掛けていたが、大王製紙グループ入りと同時に旅行業を廃業している。
大王製紙グループ入り後も、本社は鬼怒川ゴム工業と同居していたが、2021年2月に千葉市中央区へ移転している。
大王製紙グループ入り後は、鬼怒川ゴム工業グループの製品輸送並びに親会社となったダイオーロジスティクスが手掛けている大王製紙グループの製品輸送を組み合わせながら、復荷を生かして大王製紙のグループ外企業への販売強化などを図る。
2021年7月1日付で社名をケイジー物流からダイオーエクスプレスへ変更したと同時に、子会社であったトランスパックを吸収合併した。
2023年4月1日付で、親会社であるダイオーロジスティクスへ吸収合併され、ダイオーエクスプレスは解散した。

## 沿革
- 1970年10月31日 - コオニ運輸有限会社として設立。
- 1980年 - 株式会社へ改組。
- 1988年 - 商号をコオニ運輸株式会社からケイジ－物流株式会社へ変更。本社を神奈川県藤沢市から千葉市へ移転。
- 2004年 - 鬼怒川キョーエー保険部を吸収合併。
- 2005年 - トランスパックを完全子会社化。
- 2020年7月1日 - 株式譲渡により、ダイオーロジスティクスの完全子会社となる。
- 2021年
  - 2月 - 本社を千葉市稲毛区から千葉市中央区へ移転。
  - 7月1日 - 商号をケイジ－物流株式会社からダイオーエクスプレス株式会社へ変更。トランスパックを吸収合併。
- 2023年4月1日 - ダイオーロジスティクスへ吸収合併され、ダイオーエクスプレスは解散。